# Džungelska mačka
Džungelska mačka, tudi močvirski ris, (znanstveno ime Felis chaus) je največja predstavnica rodu malih mačk Felis. Brez repa je dolga okoli 70 cm, rep pa meri samo 20 cm. V plečih je visoka približno 36 cm.